# Venus and Mars
Venus and Mars (с англ. — «Венера и Марс») — четвёртый студийный альбом группы Wings, вышедший в 1975 году. Диск был выпущен после необычайного успеха Band on the Run и также стал очень популярным. Первый альбом Пола Маккартни с лейблом Capitol Records.

## История записи
После выхода альбома Band on the Run в состав Wings в 1974 году вошли также Джимми Маккаллох (ведущий гитарист) и Джефф Бриттон (барабанщик). После того, как Маккартни написал несколько новых песен для будущего альбома, группа в январе 1975 года вылетела в Новый Орлеан, где была запланирована запись Venus and Mars.
Бриттон, повздорив с Маккалохом, ушёл из состава группы, успев поучаствовать в записи только трёх песен альбома. Ему срочно подобрали замену — американца Джо Инглиша, с которым и была продолжена запись.
Маккартни сделал песни в Venus and Mars плавно переходящими друг в друга, и альбом в этом смысле стал похож на альбом The Beatles Abbey Road.

## Список композиций
| №  | Название                   | Автор(ы)                       | Длительность |
| -- | -------------------------- | ------------------------------ | ------------ |
| 1. | «Venus and Mars»           | Пол Маккартни, Линда Маккартни | 1:20         |
| 2. | «Rock Show»                | Пол Маккартни, Линда Маккартни | 5:31         |
| 3. | «Love in Song»             | Пол Маккартни, Линда Маккартни | 3:04         |
| 4. | «You Gave Me the Answer»   | Пол Маккартни, Линда Маккартни | 2:15         |
| 5. | «Magneto and Titanium Man» | Пол Маккартни, Линда Маккартни | 3:16         |
| 6. | «Letting Go»               | Пол Маккартни, Линда Маккартни | 4:33         |

| №   | Название                                                | Автор(ы)                       | Длительность |
| --- | ------------------------------------------------------- | ------------------------------ | ------------ |
| 7.  | «Venus and Mars (Reprise)»                              | Пол Маккартни, Линда Маккартни | 2:05         |
| 8.  | «Spirits of Ancient Egypt» (ведущий вокал — Дэнни Лэйн) | Пол Маккартни, Линда Маккартни | 3:04         |
| 9.  | «Medicine Jar» (ведущий вокал — Джимми Маккаллох)       | Джимми Маккаллох, Колин Аллен  | 3:37         |
| 10. | «Call Me Back Again»                                    | Пол Маккартни, Линда Маккартни | 4:59         |
| 11. | «Listen to What the Man Said»                           | Пол Маккартни, Линда Маккартни | 4:01         |
| 12. | «Treat Her Gently/Lonely Old People»                    | Пол Маккартни, Линда Маккартни | 4:21         |
| 13. | «Crossroads Theme»                                      | Тони Хэтч                      | 1:00         |

### Переиздание 2014 года
В 2014 года альбом был переиздан в серии Paul McCartney Archive Collection. Выпущен несколько издании:
- Standard Edition — на двух CD-дисках; на первом диске — оригинальный 13-трековый альбом, на втором диске 14 бонус-треков[4].
- Deluxe Edition — на двух CD-дисках и одном DVD-диске; на первом диске — оригинальный 13-трековый альбом, на втором диске 14 бонус-треков включает хит-сингла «Junior's Farm», редкие и ранее не изданные треки; 128-страничная книга включает новые интервью с Пола Маккартни, редкие и ранее неопубликованные фотографии Линда Маккартни и Обри Пауэлл и история создание альбома; DVD включает ранее не изданные и эксклюзивные контенты: оригинальный рекламный ролик для альбома, кадры группы в Новом Орлеане («Recording My Carnival» and «Bon Voyageur») и репетиционные записи в Elstree Studios («Wings At Elstree»)[5].
- Remastered Vinyl — на двух виниловых LP-дисках; версия альбома, включающая в себя треки из Special Edition и ссылку в Интернете на загрузку материала[6].

Диск 1 — оригинальный альбом

Оригинальный 13-трековый альбом.
Диск 2 — бонусные треки
1. «Junior's Farm» – 4:23
2. «Sally G» – 3:40
3. «Walking in the Park with Eloise»  – 3:10
4. «Bridge on the River Suite» – 3:11
5. «My Carnival» – 3:59
6. «Going To New Orleans (My Carnival)» – 2:07
7. «Hey Diddle» (Ernie Winfrey Mix) – 3:51
8. «Let's Love» – 2:05
9. «Soily» (From One Hand Clapping) – 3:57
10. «Baby Face» (From One Hand Clapping) – 1:43
11. «Lunch Box/Odd Sox» – 3:55
12. «4th of July» – 3:49
13. «Rock Show» (Old Version) – 7:09
14. «Letting Go» (Single Mix) – 3:36

Диск 3 – DVD
1. «Recording My Carnival»
2. «Bon Voyageur»
3. «Wings at Elstree»
4. «Venus and Mars TV Ad»

Доступно только на сайте paulmccartney.com
1. «Letting Go» (Extended Version) – 5:39
2. «Love My Baby» (From One Hand Clapping) – 1:16
3. «Rock Show» (New Version) – 6:31

## Участники записи
- Пол Маккартни — вокал, бас-гитара, гитара, клавишные
- Линда Маккартни — вокал, клавишные
- Дэнни Лэйн — вокал, гитара, клавишные
- Джимми Маккалок — вокал, гитара
- Джо Инглиш — ударные
- Кеннет Уильямс — конга
- Дэйв Мэйсон — гитара
- Том Скотт — саксофон
- Аллен Туссейнт — клавишные
- Джефф Бриттон — барабан

## Чарты
| 1975/76                                | Рейтинг |
| -------------------------------------- | ------- |
| Australian Kent Music Report Chart     | 2       |
| Canadian RPM Albums Chart              | 1       |
| Dutch Mega Albums Chart                | 5       |
| French SNEP Albums Chart               | 1       |
| Italian Albums Chart                   | 11      |
| Japanese Oricon LP Chart               | 9       |
| New Zealand Albums Chart               | 1       |
| Norwegian VG-lista Albums Chart        | 1       |
| UK Albums Chart                        | 1       |
| U.S. Billboard 200                     | 1       |
| West German Media Control Albums Chart | 11      |

| Регион                                                          | Сертификат | Кол-во продаж |
| --------------------------------------------------------------- | ---------- | ------------- |
| Канада (Канадская ассоциация звукозаписывающих компаний)        | Платина    | 100000        |
| Япония                                                          |            | 152000        |
| Великобритания (Британская ассоциация производителей фонограмм) | Платина    | 300000        |
| США (Американская ассоциация звукозаписывающих компаний)        | Платина    | 1000000       |

| 1975                    | Рейтинг |
| ----------------------- | ------- |
| Australian Albums Chart | 8       |
| Canadian Albums Chart   | 5       |
| Italian Albums Chart    | 33      |
| Japanese Albums Chart   | 33      |
| UK Albums Chart         | 5       |
| U.S. Billboard Year-End | 57      |
| 1976                    | Рейтинг |
| U.S. Billboard Year-End | 45      |